# Pukguksong-3
El Pukguksong-3 (coreano:  《북극성-3》형; Hanja: 北極星 3型; literalmente Estrella Polar-3; KN-26 según la convención de nomenclatura de EE. UU.) es un misil balístico lanzado desde submarino (SLBM) norcoreano de dos etapas, probablemente basado en el mismo motor que impulsa al Pukguksong-2. El misil tuvo su primera prueba de vuelo exitosa el 2 de octubre de 2019, aunque había aparecido en desfiles en 2017. En comparación con misiles más antiguos, el Pukguksong-3 probablemente representa un paso adelante en el desarrollo de SLBM, posiblemente hacia un eventual misil estandarizado.